# كليم ريدلي
كليم ريدلي هو سياسي أسترالي، ولد في 13 مارس 1909 في كالغورلي في أستراليا، وتوفي في 19 مايو 1988 في أديلايد في أستراليا. نشط حزبياً في حزب العمال الأسترالي. وقد انتخب عضو مجلس الشيوخ الأسترالي ‏ عن دائرة جنوب أستراليا ‏ (1 يوليو 1959 – 30 يونيو 1971).